# Podůlší
Podůlší (en allemand : Podulsch) est une commune du district de Jičín, dans la région de Hradec Králové, en Tchéquie. Sa population s'élevait à 252 habitants en 2022.

## Géographie
Podůlší se trouve à 5 km au nord-nord-est de Jičín, à 45 km au nord-ouest de Hradec Králové et à 78 km au nord-est de Prague.
La commune est limitée par Jinolice au nord-ouest, par Železnice au nord et à l'est, par Dílce au sud, et par Brada-Rybníček au sud-ouest.

## Histoire
La première mention écrite de la localité date de 1399.

## Transports
Par la route, Podůlší se trouve à 5 km de Jičín, à 52 km de Hradec Králové et à 97 km de Prague. 